# Limnodriloides hawaiiensis
Limnodriloides hawaiiensis är en ringmaskart som beskrevs av Erséus och Davis 1989. Limnodriloides hawaiiensis ingår i släktet Limnodriloides och familjen glattmaskar. Inga underarter finns listade i Catalogue of Life.